# Dryobalanops rappa
Dryobalanops rappa là một loài thực vật có hoa trong họ Dầu. Loài này được Becc. mô tả khoa học đầu tiên năm 1902.